# Onchocleidus ferox
Onchocleidus ferox är en plattmaskart. Onchocleidus ferox ingår i släktet Onchocleidus och familjen Dactylogyridae. Inga underarter finns listade i Catalogue of Life.